# Граља
Граља (итал. Graglia) је насеље у Италији у округу Бјела, региону Пијемонт.
Према процени из 2011. у насељу је живело 717 становника. Насеље се налази на надморској висини од 596 м.

## Становништво
| 1936. | 1951. | 1961. | 1971. | 1981. | 1991. | 2001. | 2011. |
| ----- | ----- | ----- | ----- | ----- | ----- | ----- | ----- |
| 1.895 | 2.012 | 1.904 | 1.742 | 1.614 | 1.615 | 1.609 | 1.588 |